# Jernej Koblar
Jernej Koblar (Jesenice, 30 settembre 1971) è un ex sciatore alpino sloveno.
È marito della biatleta Andreja, a sua volta sciatrice di alto livello

## Biografia
Originario di Grusizza Piro, Koblar ottenne il primo piazzamento di rilievo in Coppa del Mondo il 22 dicembre 1992 a Bad Kleinkirchheim in supergigante (54º). Esordì ai Giochi olimpici invernali a Lillehammer 1994, dove si classificò 29º nel supergigante e 22º nello slalom gigante, e ai Campionati mondiali a Sierra Nevada 1996, dove si piazzò 40º nella discesa libera, 28º nel supergigante, 12º nella combinata e non completò lo slalom gigante. L'anno dopo ai Mondiali di Sestriere 1997 fu 16º nel supergigante, 14º nello slalom gigante e 10º nella combinata; ai XVII Giochi olimpici invernali di Nagano 1998 si classificò 20º nella discesa libera, 17º nel supergigante, 22º nello slalom gigante e non completò la combinata.
Ai Mondiali di Vail/Beaver Creek 1999 si piazzò 31º nella discesa libera e non completò supergigante e slalom gigante; l'11 marzo dello stesso anno ottenne il miglior piazzamento in Coppa del Mondo, in Sierra Nevada in supergigante (8º). Ai Mondiali di Sankt Anton am Arlberg 2001, sua ultima presenza iridata, fu 15º nel supergigante e 18º nello slalom gigante, mentre ai XIX Giochi olimpici invernali di Salt Lake City 2002, sua ultima presenza olimpica, si classificò 33º nella discesa libera, 15º nel supergigante, 18º nello slalom gigante e 9º nella combinata.
In Coppa Europa conquistò l'ultima vittoria il 9 gennaio 2003 a Krompachy/Plejsy in slalom gigante e l'ultimo podio il giorno successivo nelle medesime località e specialità (2º); prese per l'ultima volta il via in Coppa del Mondo il 26 ottobre 2003 a Sölden in slalom gigante, senza completare la prova, e si ritirò durante quella stessa stagione 2003-2004: la sua ultima gara fu lo slalom speciale di Coppa Europa disputato l'11 gennaio a Todtnau, chiuso da Koblar al 21º posto.

## Palmarès

### Coppa del Mondo
- Miglior piazzamento in classifica generale: 64º nel 2001

### Coppa Europa
- 5 podi (dati dalla stagione 1994-1995):
  - 2 vittorie
  - 1 secondo posto
  - 2 terzi posti

#### Coppa Europa - vittorie
| Data            | Località         | Paese      | Specialità |
| --------------- | ---------------- | ---------- | ---------- |
| 27 gennaio 1997 | Val-d'Isère      | Francia    | SG         |
| 9 gennaio 2003  | Krompachy/Plejsy | Slovacchia | GS         |

Legenda:

SG = supergigante

GS = slalom gigante

### Nor-Am Cup
- 1 podio (dati dalla stagione 1994-1995):
  - 1 terzo posto

### South American Cup
- 1 podio (dati dalla stagione 1994-1995):
  - 1 secondo posto

### Campionati sloveni
- 15 medaglie (dati parziali fino alla stagione 1994-1995)[2]:
  - 6 ori (slalom gigante nel 1996; discesa libera nel 1999; supergigante, slalom gigante, combinata nel 2000; slalom gigante nel 2002)
  - 4 argenti (discesa libera nel 1995; supergigante nel 1998; supergigante, slalom gigante nel 1999)
  - 5 bronzi (supergigante nel 1996; supergigante nel 1997; discesa libera nel 1998; discesa libera nel 2000; discesa libera nel 2003)